# Tacrolimus
Tacrolimus (auch FK506 oder FK-506) ist ein Makrolidlacton aus dem grampositiven Bakterium Streptomyces tsukubaensis. Tacrolimus wird verwendet als Arzneistoff aus der Gruppe der Immunmodulatoren oder Calcineurinhemmer. Die Zulassung für den klinischen Einsatz beim Menschen erfolgte im Jahr 1994 erstmals durch die FDA. Tacrolimus wird als selektives Immunsuppressivum gegen Abstoßungsreaktionen bei der Organtransplantation verwendet. Tacrolimus-haltige Salben stellen eine Alternative zu den topischen Glucocorticoiden beim atopischen Ekzem sowie off-label bei Lichen sclerosus et atrophicus (LSA) und anderen Dermatosen dar.

## Struktur
Es handelt sich um ein makrocyclisches Lacton mit einer molaren Masse von 822,05 Dalton. Es konnte 1984 erstmals von japanischen Wissenschaftlern aus dem Kulturmedium von Streptomyces tsukubensis isoliert werden. Der äußerst hydrophobe Charakter des Moleküls hat bedeutende Auswirkungen auf die therapeutischen Anwendungsmöglichkeiten.

## Wirkungsmechanismus
Tacrolimus ist ein Stoff mit immunsuppressiver Wirkung und zählt zu der Gruppe der sogenannten Calcineurin-Inhibitoren. Tacrolimus greift spezifisch in die Signaltransduktion und in die Aktivierung von T-Zellen ein. Es bindet an den zytosolischen Rezeptor, ein sogenanntes Immunophilin (FKBP12) innerhalb der Zielzelle. Der Komplex aus Immunophilin und Tacrolimus lagert sich an die Serin-Threonin-Phosphatase Calcineurin. Calcineurin kann nun nicht mehr aktiviert werden. Dadurch werden die Transkription und die Freisetzung von Zytokinen (insbesondere IL-2, aber auch c-myc, IL-3, TNFα, IFN-γ) in den T-Zellen gehemmt, wodurch die Reaktion des Immunsystems auf transplantierte Organe unterbunden wird. Tacrolimus lässt sich damit in Bezug auf den Wirkmechanismus mit Ciclosporin, einem weiteren Calcineurininhibitor, vergleichen.
- orale Bioverfügbarkeit: durchschnittlich 20–25 %; Schwankungsbereich 6–43 %, bei fettreicher Ernährung weniger
- Metabolismus: über Leber; CYP 3A4
- Halbwertszeit: 12–15 h bei Transplantationspatienten
- Ausscheidung: Tacrolimus wird nahezu vollständig metabolisiert, unverändert ausgeschiedenes Tacrolimus in Fäzes und Urin < 1 %

## Verwendung
- Tacrolimus wird einerseits systemisch (oral, in Ausnahmen intravenös) als Immunsuppressivum bei Organtransplantationen verwendet, um die Abstoßung des transplantierten Organs nach Nieren-, Leber- und Herztransplantationen zu verhindern. Daneben wird es zur Abstoßungsbehandlung eingesetzt, wenn andere Immunsuppressiva nicht wirken.
- Es wurde auch berichtet, dass Tacrolimus bei therapierefraktären Formen von Autoimmunerkrankungen (z. B. Colitis ulcerosa, Morbus Crohn, Glomerulonephritis, Myasthenia gravis) eingesetzt wurde. Auch ist eine Einnahme parallel zu Beginn einer Azathioprintherapie möglich, da die Wirkung von Azathioprin häufig erst mehrere Monate nach Therapiebeginn einsetzt. Tacrolimus wirkt dagegen schon nach einigen Tagen.[4]
- Mit Tacrolimus liegt außerdem eine topisch zu applizierende Salben-Formulierung vor, die seit der Zulassung im Jahr 2002[5] erfolgreich zur äußerlichen Behandlung von mittelschwerer bis schwerer atopischer Dermatitis (Ekzem, ein juckender roter Hautausschlag) angewendet wird. „Atopisch“ bedeutet, dass eine Veranlagung zur Entwicklung einer Allergie besteht. Es wirkt dabei als Entzündungshemmer ähnlich den Kortikoiden, allerdings selektiver als diese.[5] Die gesamte Stoffklasse der „topischen Calcineurininhibitoren“ Tacrolimus und Pimecrolimus bewirkt im Gegensatz zu Kortikosteroiden keine Verdünnung der Haut und erhöht, ebenfalls im Gegensatz zu Kortikosteroiden, nicht den Augeninnendruck – dafür sind andere Nebenwirkungen zu beachten. Neben der klassischen „reaktiven“ Therapie sichtbarer Ekzemherde wurde Tacrolimus-Salbe auch zur langfristigen, „proaktiven“ Behandlung zugelassen – hier wird die Anzahl der Ekzemschübe durch eine Minimaltherapie langfristig verringert (s. Literatur Wollenberg et al.). Es wird zunehmend von den Dermatologen auch gegen Vitiligo eingesetzt. Diese Verwendung erfolgt off label.[6] Der Wirkstoff Tacrolimus ist ein Immunmodulator. Dies bedeutet, dass er auf das Immunsystem (das körpereigene natürliche Abwehrsystem gegen Krankheiten) einwirkt.  Arzneimittel mit dem Wirkstoff sind nur auf ärztliche Verschreibung erhältlich.[5]
- Im September 2017 gewährte die Europäische Arzneimittel-Agentur (EMA) Tacrolimus dem US-amerikanischen Pharmaunternehmen VIVUS den Orphan Drug Status zur Behandlung der pulmonal-arteriellen Hypertonie (PAH).[7]
- In der Biochemie wird Tacrolimus bei der chemisch induzierten Dimerisierung von bestimmten Fusionsproteinen verwendet.

## Nebenwirkungen
Bezüglich der Nebenwirkungen ist eine Unterscheidung zwischen der Anwendung als Immunsuppressivum und der als topisches Arzneimittel für Ekzeme zu treffen. Bei systemischer Anwendung zu nennen sind Nephrotoxizität und Neurotoxizität. Die Nephrotoxizität kann bei Patienten mit einer Spenderniere einen wesentlichen Beitrag zur Ausbildung einer chronischen Transplantatnephropathie liefern, so dass die Umstellung auf ein anderes Immunsuppressivum, das kein Calcineurin-Inhibitor ist, angezeigt sein kann.
Bei einer immunsuppressiven Therapie ist das Risiko für die Entwicklung einer Krebserkrankung erhöht, wobei über Hautkrebs am häufigsten berichtet wurde. Immunsupprimierte Patienten sollen daher regelmäßig den Hautarzt aufsuchen und auch einen ausreichenden Sonnenschutz sicherstellen. Des Weiteren wurden unter Tacrolimus gehäuft neurologische Störungen wie Tremor, Schwindel, Sehstörungen, Depressionen und Schlaflosigkeit beobachtet; auch Bluthochdruck, Krämpfe, Hypomagnesiämie, Diabetes, Appetitlosigkeit und Hyperglykämie.
Der Abbaumechanismus (Cytochrom P450) gibt außerdem Anlass zur Vorsicht bei Vielfachmedikation sowie dem Genuss von Grapefruitsaft.
Die Anwendung auf der Haut verursacht in den ersten Tagen der Behandlung sehr häufig Brennen, Juckreiz, Hitzegefühl und Rötung. Später kann dies kurz nach Genuss alkoholischer Getränke erneut auftreten. Da es theoretische Gründe zur Annahme gibt, dass auch die dermale Anwendung das Risiko für Lymphdrüsenkrebs (Lymphome) oder für einen UV-Licht-bedingten Hautkrebs erhöhen könnte, wird diesen Aspekten von Wissenschaftlern und Laienpresse besondere Aufmerksamkeit geschenkt. Wissenschaftliche Studien, die das Risiko für beide Erkrankungen unter äußerlicher Tacrolimus-Anwendung bei atopischem Ekzem untersucht haben, zeigten bisher jedoch gerade kein erhöhtes Krebsrisiko, sondern eine statistisch gesehen schützende Wirkung. Der wesentliche Risikofaktor für die Lymphomentstehung ist der Schweregrad des atopischen Ekzems.
Im Februar 2005 hat die amerikanische Gesundheitsbehörde FDA eine Gesundheitswarnung für topisch anzuwendende Tacrolimus-Arzneimittel erlassen. Die Europäische Gesundheitsbehörde und die europäischen Ekzemexperten sind dieser Auffassung nicht gefolgt und haben zeitnah eine viel differenziertere, im Ergebnis klar positive Gesamteinschätzung der Tacrolimus-Salbe veröffentlicht.
Tacrolimus-Salbe ist ab dem zweiten Lebensjahr zugelassen. Die Entscheidung für eine Behandlung mit Tacrolimus-Salbe ist von zahlreichen Faktoren abhängig und erfordert eine Einzelfallentscheidung. Dies betrifft auch die kürzlich neu zugelassene proaktive Therapie, bei der eine langfristige, minimale Erhaltungstherapie des unsichtbaren Minimalekzems zur Verhinderung von Ekzemschüben durchgeführt wird.
Im Dezember 2008 verschickte Astellas einen Rote-Hand-Brief: Anwendungsfehler führten zu einer falschen Dosierung der Präparate und damit zu schwerwiegenden unerwünschten Reaktionen wie durch Biopsie bestätigte akute Abstoßung transplantierter Organe und Toxizität infolge der Verabreichung zu hoher Dosen. Die immunsuppressive Therapie ist verschreibungspflichtig und muss durch einen erfahrenen Arzt eingestellt werden.
Tacrolimus ist ein Wirkstoff mit geringer therapeutischer Breite. Die Patienten werden mittels individueller Dosierungen anhand der Wirkspiegel auf die immunsuppressive Therapie eingestellt.

## Handelsnamen
Monopräparate
- systemisch: Advagraf (EU), Modigraf (EU), Prograf (EU), Envarsus (EU) sowie div. Generika [z. B. Tacpan, Tacrolimus HEXAL] (D,A)
- topisch: Protopic (D, A, CH)